# Cervoni Maiakî, Haivoron
Cervoni Maiakî (în ucraineană Червоні Маяки) este un sat în comuna Taujne din raionul Haivoron, regiunea Kirovohrad, Ucraina.

## Demografie
Componența lingvistică a localității Cervoni Maiakî
     Ucraineană (95,71%)
     Rusă (1,43%)
     Română (1,43%)
     Belarusă (1,43%)
Conform recensământului din 2001, majoritatea populației localității Cervoni Maiakî era vorbitoare de ucraineană (95,71%), existând în minoritate și vorbitori de rusă (1,43%), română (1,43%) și belarusă (1,43%).